# Želva egyptská
Želva egyptská (též želva Kleinmannova, Testudo kleinmanni) je druh želv z rodu Testudo. Dříve byla řazena do vlastního rodu Pseudotestudo. Obývá severní okraje pouštních oblastí Libye a Egypta. Izraelská populace z negevské poušti byla oddělena do samostatného druhu želva Wernerova (Testudo werneri).
Je řazena mezi 25 nejohroženějších želv na světě. Jde o nejmenší druh želv ze severní polokoule.

## Popis a chování

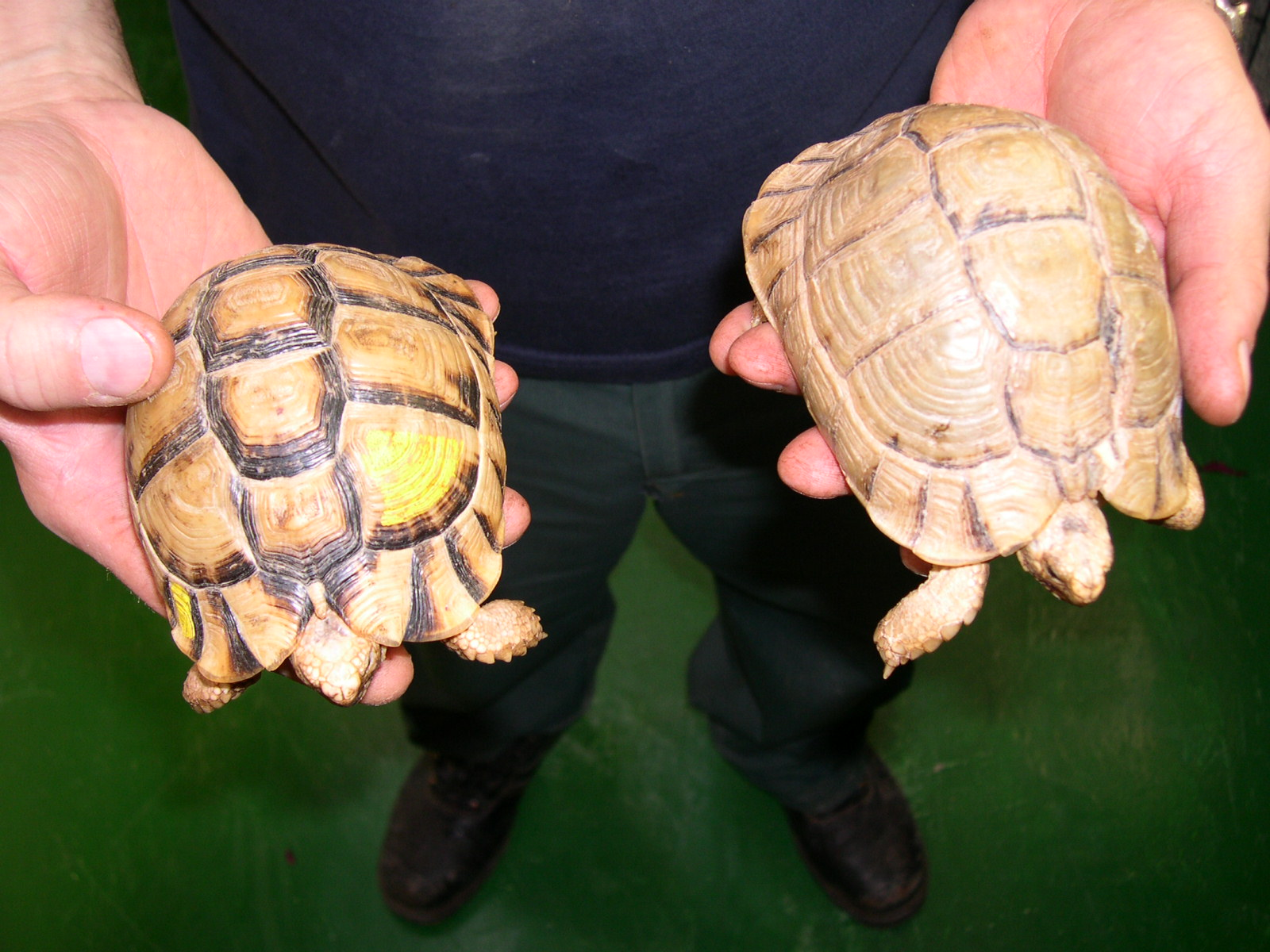
Porovnání želvy egyptské (vlevo) a Wernerovy (vpravo)

Krunýř je vysoce vyklenutý, dlouhý až 13,5 cm. Jeho štítky jsou pískové barvy, bez kresby, a s výrazným tmavým lemováním. Tělo je světle hnědé až narůžovělé, s nápadnými šupinami na předních nohou. Plastron žlutý, krom dvou tmavých skvrn jednobarevný. Na rozdíl od dalších zástupců rodu Testudo má zadní část plastronu zčásti pohyblivou.
Želva egyptská tráví sedm až osm měsíců roku schovaná před letními vedry v úkrytu. Na podzim a v zimě se rychle vykrmí spásáním částí rostlin, absolvuje námluvy, a naklade 2-3 snůšky. Klade 1-5 vajec. Je velmi těžké napodobit její prostředí a způsob života v zajetí.

## Chov v zoo
V Evropě je tento druh chován v přibližně 45 zoo. Největší zastoupení má v Německu, kde je k vidění v 11 zoo. V Česku želvy egyptské chová Zoo Plzeň a Zoo Praha.

### Chov v Zoo Praha
V Zoo Praha je chován od roku 2006, první odchov se podařil v roce 2010. K vidění je v pavilonu velkých želv. Ke konci roku 2017 bylo chováno devět jedinců.